# سنة الطبعة (1871)
سنة الطبعة وطبع بمعنى غرق السفن في اللهجة الكويتية هي سنة غرق فيها الكثير من السفن الكويتية بسبب إعصار بحري حدث بين الهند ومسقط في المحيط الهندي قبل دخولهم مضيق هرمز المؤدي إلى الخليج العربي وذلك في عام 1288 هـ الموافق في سبتمبر من عام 1871م ولم ينجو منها إلا النادر من السفن.

## سفن غرقت في هذه الكارثة
- سفينة الإبراهيم.[2]
- سفينة العصفور.
- سفينة الصبيح.
- سفينة محمد الغانم.

## اقرأ أيضاً
- سنة الطفحة
- سنة الطاعون
- سنة الهيلق
- سنة الهدامة
- سنة الرجبية
- سنة الدبا